# Light show
Il light show, conosciuto anche come psychedelic light show o liquid light show, è uno spettacolo composto da luci e fumi usato come coreografia dei concerti di vari gruppi tra la metà degli anni sessanta e i primi anni settanta sia in America che in Europa.

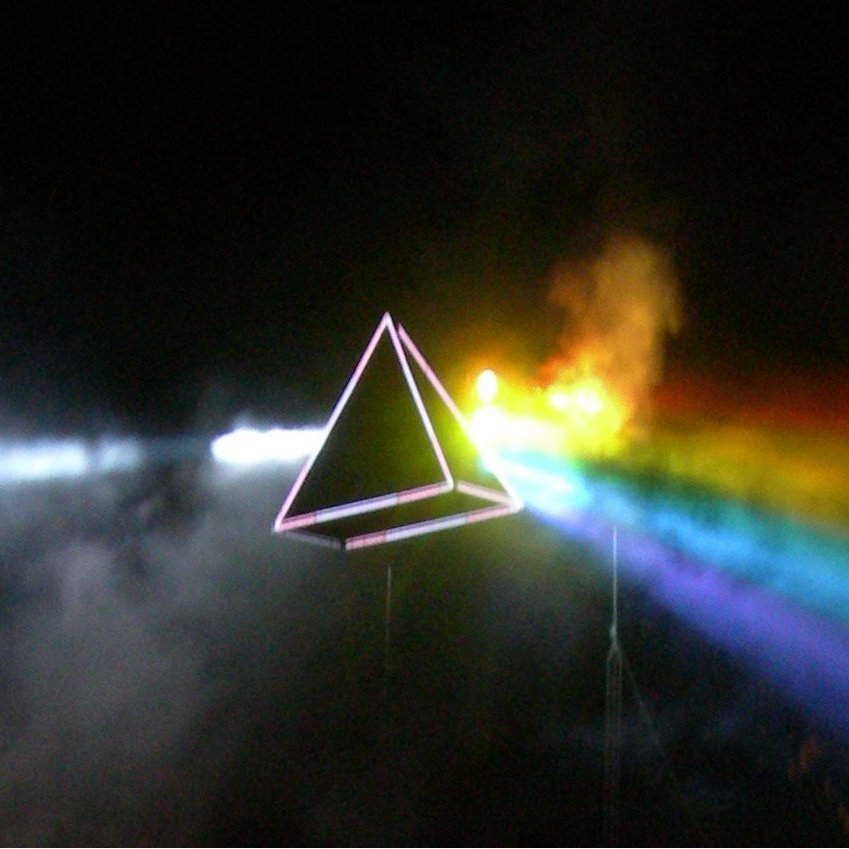
Allestimento di scena in un concerto di Roger Waters che richiama la copertina di The Dark Side of the Moon

## Storia
I light show apparvero in entrambe le sponde dell'Atlantico intorno al 1966 come parte integrante dei concerti di rock psichedelico e, a partire dal 1969, della scena progressive in generale.
I primi gruppi a proporre questo tipo di spettacolo furono i Jefferson Airplane in America, e i Pink Floyd con l'ausilio di Mike Leonard in Inghilterra.
Con la crescita del mercato discografico e concertistico l'elaborazione e la magniloquenza di tali spettacoli crebbe notevolmente, e divenne caratteristica della scenografia dei concerti di qualsiasi genere musicale. A partire dagli anni ottanta, qualsiasi tour di certe dimensioni è dotato di un potente impianto luci e schermi, componenti fondamentali dei light show.

## Caratteristiche
Lo stile dei singoli concerti era unico, a seconda del gruppo che suonava, ma ciò che era costante era la presenza di numerosi elementi multimediali che riflettevano i passaggi musicali, amplificandoli con giochi di luci multicolore.
I light show rappresentano un'esperienza visiva di forte impatto sul pubblico, e comporta spesso l'uso di tecnologie all'avanguardia, che ai tempi erano rappresentate in particolare dai vari modelli di laser.
Nonostante questi elementi in comune, le due sponde dell'Atlantico furono caratterizzate da alcune differenze nell'allestimento di tali spettacoli: gli show americani tendevano ad essere di vaste dimensioni, con un gran numero di personale e più di trenta proiettori erano la norma, mentre i concerti britannici erano di ben più piccole dimensioni, e spesso si svolgevano in locali di piccole dimensioni.